# John Capper
Sir John Edward Capper (Lucknow, 7 dicembre 1861 – Eastbourne, 24 maggio 1955) è stato un generale inglese.

## Biografia
Era il figlio del funzionario William Copeland Capper, e sua moglie, Sarah. Tornati in Inghilterra in tenera età per completare la sua istruzione, Capper frequentò Wellington College e, dopo aver lasciato nel 1880, si iscrisse alla Royal Military Academy Sandhurst.

## Carriera
Entrò nel Royal Engineers come tenente. Diplomatosi in ingegneria, Capper servì in India e la Birmania per la maggior parte dei primi 17 anni della sua carriera, si occupò principalmente nei progetti di costruzione militari e pubblici. Mantenne questa carica fino alla sua promozione a capitano nel 1889.
Nel 1897 partecipò alla Campagna di Tirah, nella frontiera nord-occidentale dell'India britannica. Alla fine della campagna, è stato promosso a maggiore e trasferito in Sudafrica, mentre la moglie Edith Mary Beausire e il loro figlio John Beausire Copeland Capper tornarono in Inghilterra. Arrivato in Sudafrica allo scoppio della Seconda Guerra Boera, Capper divenne vice direttore delle ferrovie, un lavoro di vitale importanza date le rotte di approvvigionamento lunghe e pericolose lungo la quale la guerra fu combattuta. Nel 1900, ricevette il grado di tenente colonnello e comandò diverse unità locali, fino a diventare il comandante a Johannesburg.

### Aeronautica
Tornato in Inghilterra, nel 1903 si stabilì con la sua famiglia a Bramdean House a Alresford, ed è stato nominato comandante delle Sezioni dei dirigibili sotto il comando del colonnello James Templer. Nel 1906 l'organizzazione è diventata la Scuola di dirigibili. Più o meno nello stesso tempo si trasferì in una nuova sede vicino a Farnborough e, al momento del pensionamento di Templer, Capper divenne anche il suo sovrintendente e gli diedero il grado brevetto di colonnello.
Nel 1907 compì il primo volo di successo di un dirigibile britannico, quello del Nulli Secundus su Londra.. Egli ha anche volato su uno degli alianti di Dunne, facendosi un taglio alla testa quando si è schiantato contro un muro. Ricoprì tale carica fino al 1910, quando fu trasferito al comando della Royal School of Military Engineering a Chatham, fino al settembre 1914, quando la mancanza di ufficiali esperti costrinsero al suo trasferimento in Francia nei primi mesi della prima guerra mondiale.

### Prima guerra mondiale
Come generale di brigata, Capper fu vice ispettore delle linee di comunicazione prima di ricevere l'incarico di capo ingegnere. Nel luglio 1915 fu promosso a Maggiore Generale. Nel mese di ottobre, in seguito alla morte di alcuni alti ufficiali alla battaglia di Loos, fu promosso al comando generale della 24ª Divisione. Capper rimase al comando della divisione per i successivi 18 mesi.
Nel maggio 1917, fu richiamato in Inghilterra, per rivestire la carica di direttore generale del Corpo al Ministero della Guerra.

### Morte
Nel mese di luglio 1918, Capper lasciò il Ministero della Guerra e comandò la 64ª Divisione fino al maggio 1919, quando ha assunto il comando della Numero 1 Area in Francia e nelle Fiandre. Nel mese di settembre 1919, Capper divenne tenente-governatore di Guernsey e ha assunto il comando delle installazioni militari dell'isola.
Nel 1925 andò in pensione. Durante la seconda guerra mondiale, Capper aderì al Hampshire Home Guard e rimase in servizio con l'unità fino al 1943. Dopo la guerra si ritirò completamente.
Morì il 24 maggio 1955.